# 安徽省公安廳
安徽省公安厅是安徽省人民政府组成部门，负责领导、管理安徽省的公安保卫工作，接受安徽省人民政府和中华人民共和国公安部的双重领导。